# 海軍兵学校卒業生一覧 (日本)
海軍兵学校卒業生一覧 (日本)（かいぐんへいがっこうそつぎょうせいいちらん（にほん））は、海軍兵学校 (日本)の卒業生・修了生の一覧である。なお、原則としてWikipediaに記事が存在する人物を掲載する。
各人名の表記方法の意味については次の例示を参照のこと。なお同期、同階級については五十音順に配列する。
- 戦時の戦死、戦病死、自決、殉職
  - 2階級昇進 関行男
  - 1階級昇進 広瀬武夫
  - 昇進なし 志摩清直

- 平時の自決、殉職
  -  佐久間勉

- 法務死
  - 醍醐忠重

## 卒業生

### 1期
明治14年（1873年）11月19日卒業、2名
- 少将：森又七郎
- 大佐：平山藤次郎（首席）

### 2期
明治7年（1874年）11月1日卒業、17名
- 大将：日高壮之丞・山本権兵衛

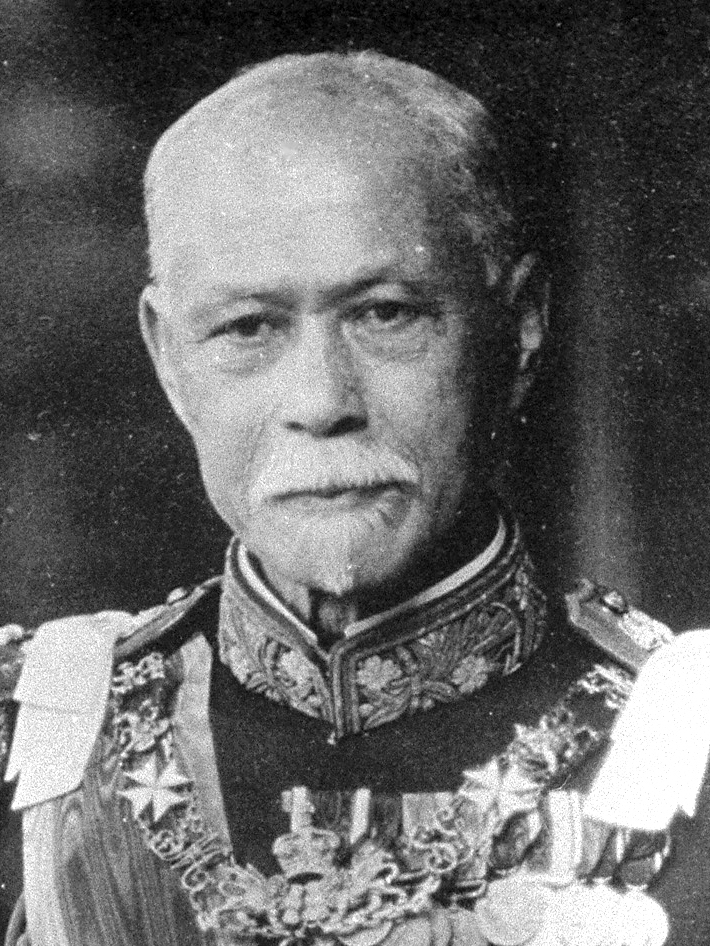
山本権兵衛海軍大将（2期）

- 中将：有馬新一（首席）・植村永孚・河原要一・松永雄樹・ 諸岡頼之

### 3期
明治9年（1876年）9月6日卒業、15名
- 大将：片岡七郎
- 中将：内田正敏・上村正之丞
- 少将：桜井規矩之左右
- 少尉補：雪下熊之助

### 4期
明治10年（1877年）6月8日卒業、7名
- 大将：上村彦之丞
- 中将：鹿野勇之進・東郷正路・橋元正明

### 5期
明治11年（1878年）7月22日卒業、43名
- 元帥大将：伊集院五郎
- 大将：出羽重遠・三須宗太郎
- 中将：伊東義五郎・小倉鋲一郎・富岡定恭（首席）・中尾雄・中溝徳太郎・向山慎吉・山田彦八
- 少将：井上敏夫・鏑木誠・細谷資氏
- 少佐：坂元八郎太

### 6期
明治12年（1879年）8月9日卒業、17名
- 大将：斎藤実

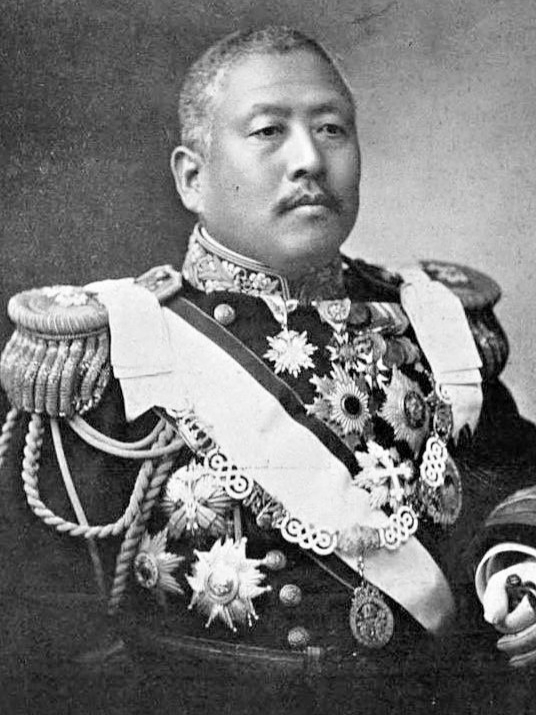
斎藤実海軍大将（6期）

- 中将：坂本俊篤・寺垣猪三・山内万寿治（首席）
- 少将：滝川具和・成川揆
- 大尉：郡司成忠

### 7期
明治13年（1880年）12月1日卒業、30名
- 元帥大将：加藤友三郎・島村速雄（首席）
- 大将：藤井較一・吉松茂太郎
- 中将：伊地知季珍・伊地知彦次郎・斎藤孝至・坂本一・ 松本和

### 8期
明治14年（1881年）9月15日卒業、35名
- 大将：八代六郎
- 中将：西紳六郎・和田賢助
- 少将：井手麟六・竹内平太郎
- 大佐：小橋篤蔵 ・ 佐伯誾
- 少佐：吉井幸蔵
- 大尉：志摩清直

### 9期
明治15年（1882年）11月10日卒業、18名
- 少将：木村浩吉・高木助一

### 10期
明治16年（1883年）10月15日卒業、27名
- 大将：加藤定吉（首席）・名和又八郎・山下源太郎
- 中将：石橋甫・仙頭武央
- 少将：奥宮衛・広瀬勝比古
- 大佐：浅羽金三郎

### 11期
明治17年（1884年）12月22日卒業、26名
- 大将：村上格一
- 中将：釜屋忠道・川島令次郎
- 少将：小田喜代蔵・外波内蔵吉

### 12期
明治19年（1886年）12月7日卒業、19名
- 大将：有馬良橘・山屋他人
- 中将：江頭安太郎（首席）・上泉徳弥・土屋光金・矢島純吉・吉見乾海
- 少将：石井義太郎
- 大佐：林三子雄

### 13期
明治19年（1886年）12月10日卒業、36名
- 大将：黒井悌次郎・栃内曽次郎・野間口兼雄
- 中将：伊藤乙次郎（首席）・東郷吉太郎
- 少将：河野左金太・橋本又吉郎

### 14期

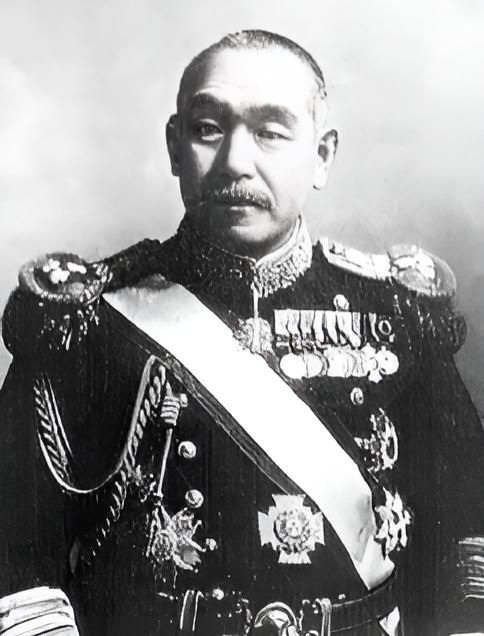
鈴木貫太郎海軍大将（14期）

明治20年（1887年）7月25日卒業、44名
築地時代の最後の卒業生。
- 大将：鈴木貫太郎
- 中将：岩村俊武・小笠原長生・佐藤鉄太郎・千坂智次郎・松村龍雄
- 大佐：一条実輝

### 15期

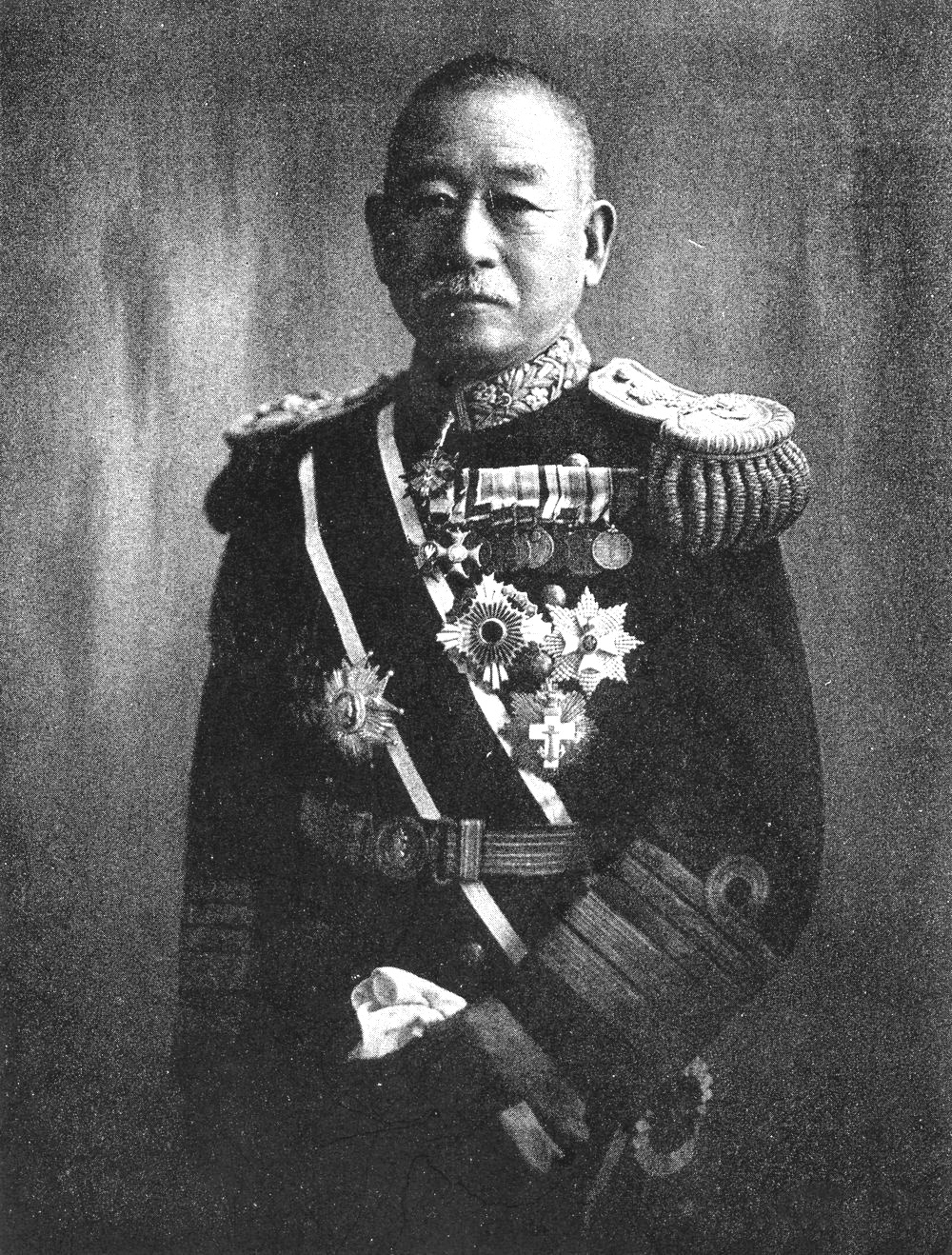
岡田啓介海軍大将（15期）

明治22年（1889年）4月20日卒業、80名
江田島移転後最初の卒業生。
- 大将：小栗孝三郎・岡田啓介・財部彪（首席）・竹下勇
- 中将：浅野正恭・大島正毅・中野直枝・永田泰次郎・布目満造・森越太郎・山中柴吉
- 少将：九津見雅雄
- 中佐：広瀬武夫・松井健吉

### 16期
明治23年（1890年）4月22日卒業、29名
- 大将：井出謙治
- 中将：舟越楫四郎・田中耕太郎
- 少将：岡田三善

### 17期

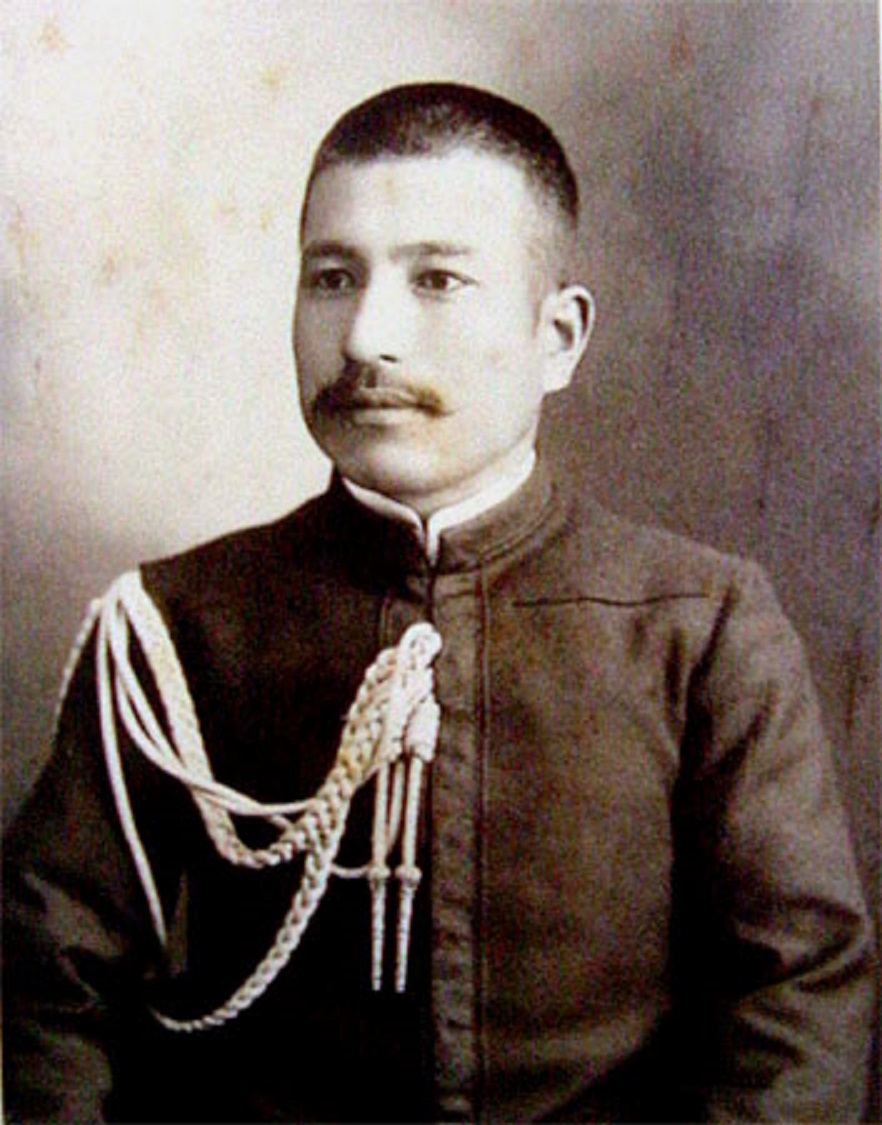
秋山真之海軍中将（17期）

明治23年（1890年）7月17日卒業、88名
- 中将：秋山真之（首席）・川原袈裟太郎・斎藤半六・堀内三郎・森山慶三郎・山岡豊一・山路一善・吉田増次郎
- 少将：下平英太郎・白石直介
- 大佐：伊東祐保・和田幸次郎
- 中佐：大瀧道助
- 少佐：塚本善五郎

### 18期
明治24年（1891年）7月17日卒業、61名
- 大将：安保清種・加藤寛治（首席）
- 中将：佐藤皐蔵・下村延太郎・吉岡範策・吉田清風
- 少将：秋沢芳馬・佐野常羽・平賀徳太郎・増田高頼
- 少佐：殖田謙吉
- 注：伏見宮博恭王（ドイツ帝国海軍兵学校・海軍大学校卒、18期相当として処遇）

### 19期
明治25年（1892年）7月26日卒業、50名
- 大将：谷口尚真・百武三郎（首席）
- 中将：飯田久恒
- 少佐：湯浅竹次郎

### 20期
明治26年（1893年）12月18日卒業、31名
- 中将：斎藤七五郎・中里重次
- 少将：島内桓太

### 21期
明治27年（1894年）11月15日卒業、32名
日清戦争に従軍した最も低い期。
- 中将：金田秀太郎・古川鈊三郎（首席）・ 正木義太・山内四郎
- 少将：伊集院俊・野崎小十郎
- 少佐： 白石葭江

### 22期
明治28年（1895年）12月21日卒業、24名
- 中将：吉川安平

### 23期
明治29年（1896年）12月11日卒業、19名
- 中将：大谷幸四郎・松村菊勇
- 大佐：丸山寿美太郎（首席）

### 24期
明治30年（1897年）10月8日卒業、18名
- 大将：大角岑生・山本英輔
- 中将：飯田延太郎・白根熊三
- 少将：関田駒吉・花房太郎

### 25期
明治30年（1897年）12月18日卒業、32名
- 大将：山梨勝之進
- 中将：犬塚太郎・四竈孝輔・鳥巣玉樹
- 少将：小牧自然・牟田亀太郎
- 大佐：松岡静雄（首席）
- 生徒：岡本米次郎

### 26期
明治29年（1896年）入校、明治31年（1898年）12月13日卒業、59名
- 大将：小林躋造・野村吉三郎
- 中将：清河純一
- 少将：樺山可也・菅沼周次郎・匝瑳胤次・高橋節雄・南郷次郎・山本信次郎
- 大佐：水野広徳
- 少佐：高柳直夫

### 27期
明治29年（1896年）入校、明治32年（1899年）12月16日卒業、113名
- 大将：末次信正・中村良三（首席）
- 中将：小倉嘉明・兼坂隆
- 少将：漢那憲和・田村丕顕・寺岡平吾

### 28期

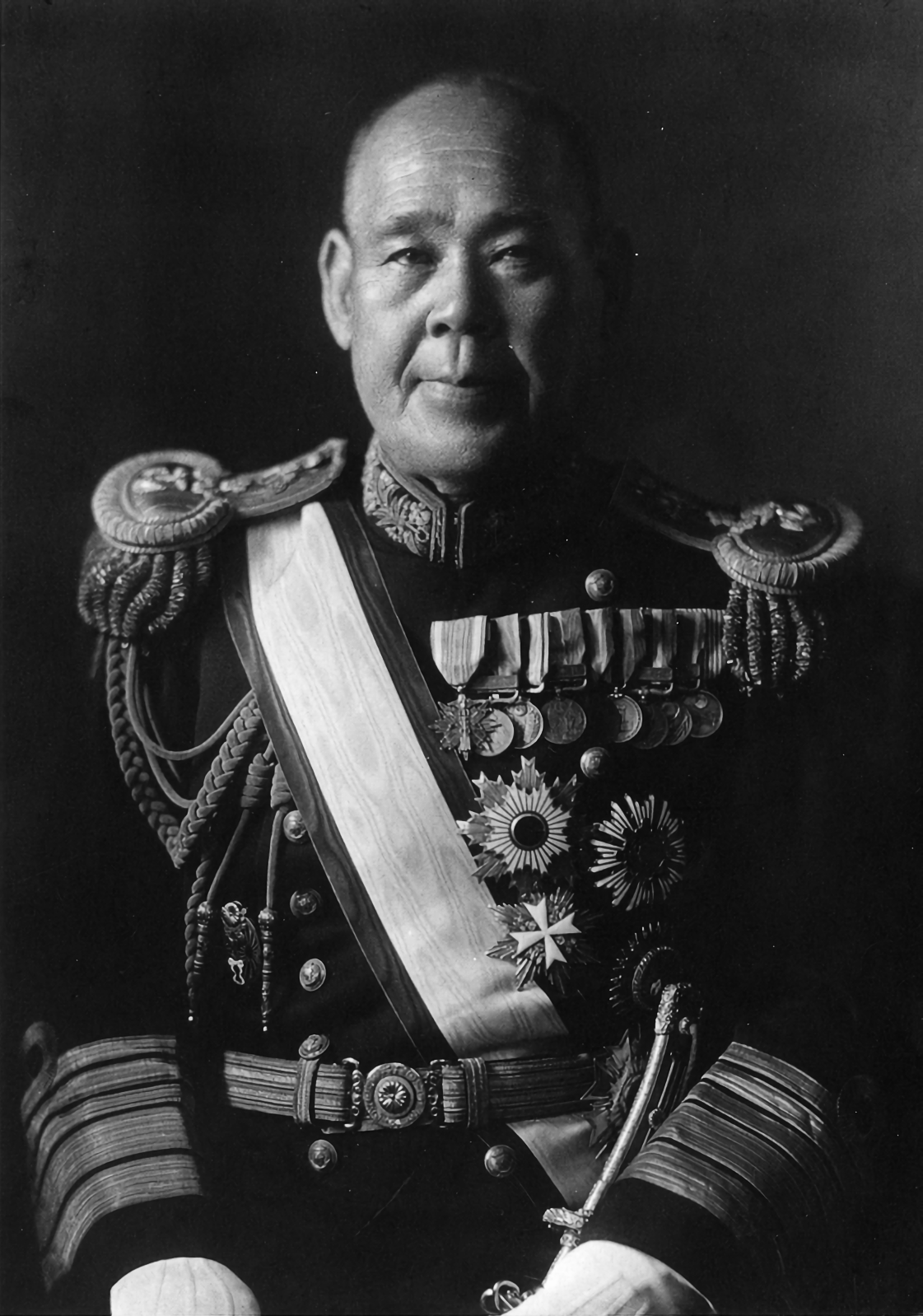
永野修身元帥海軍大将（28期）

明治31年（1898年）入校、明治33年（1900年）12月13日卒業、103名
- 元帥大将：永野修身
- 中将：安東昌喬・上田良武・左近司政三・原敢二郎
- 少将：岸井孝一 ・高橋寿太郎・中城虎意・松平保男・森電三
- 大佐：一条実孝・江渡恭助・森本兎久身

### 29期

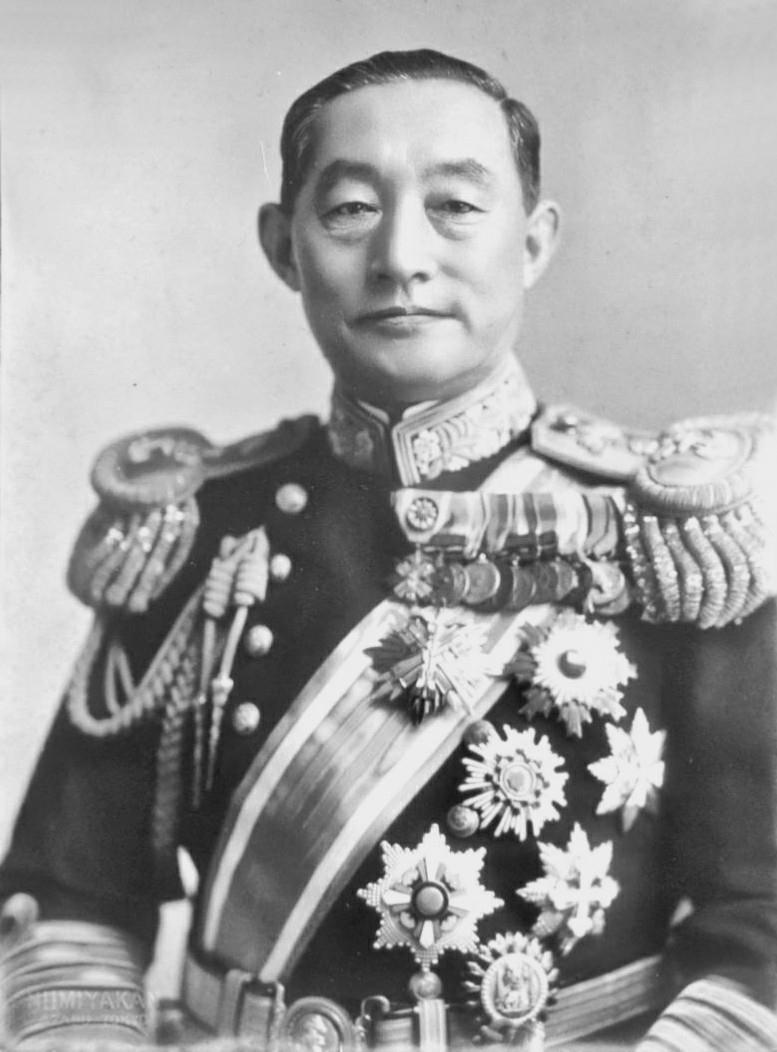
米内光政海軍大将（29期）

明治31年（1898年）入校、明治34年（1901年）12月14日卒業、125名
- 大将：高橋三吉・藤田尚徳・米内光政
- 中将：荒城二郎・大湊直太郎・八角三郎・米村末喜
- 大佐：井上清純・堀内宗平・中山友次郎・溝部洋六（首席）・有沢四十九郎
- 中佐：堀田正路
- 少佐：石丸藤太
- 大尉：相原四郎・佐久間勉

### 30期
明治35年（1902年）12月14日卒業、187名
- 大将：百武源吾（首席）
- 中将：今村信次郎・重岡信治郎・濱野英次郎・松山茂
- 少将：金子養三・鹿江三郎・館明次郎・ 常盤盛衛・中島権吉・森田登
- 大佐：上村従義・林忠次郎・津留雄三・松平胖・横尾敬義
- 中佐：下村忠助
- 中尉：池田宏平

### 31期
明治36年（1903年）12月14日卒業、185名
- 大将：及川古志郎・加藤隆義・長谷川清
- 中将：枝原百合一（首席）・小林省三郎 ・ 津田静枝・寺島健・藤吉晙・松下元
- 少将：岩村兼言
- 大佐：松平忠寿
- 中佐：上原太一 ・河野三吉
- 少佐：角田順

### 32期

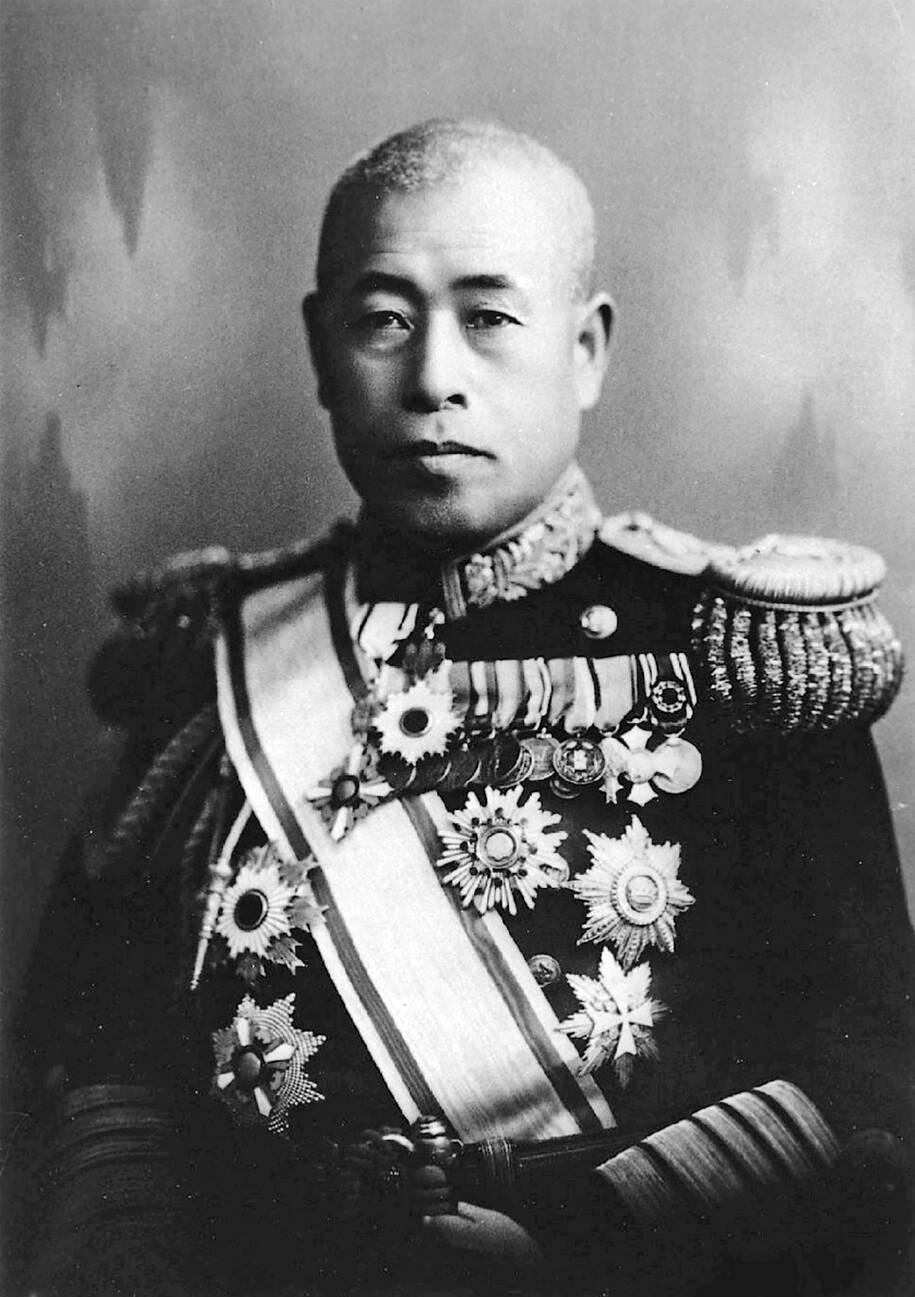
山本五十六元帥海軍大将（32期）

明治37年（1904年）11月14日卒業、192名
卒業を繰り上げて少尉候補生として日露戦争に従軍する。
- 元帥大将：山本五十六
- 大将：塩沢幸一・嶋田繁太郎・吉田善吾
- 中将：井上継松・大野寛・堀悌吉（首席）
- 少将：太田質平・三戸基介・山内豊中
- 大佐：大関鷹麿・黒羽根秀雄・水城圭次
- 中佐：山県武夫
- 少尉：阿武天風・玉木信助

### 33期
明治38年（1905年）11月28日卒業、169名
- 大将：豊田副武・豊田貞次郎（首席）
- 中将：有地十五郎・有馬寛・阿武清・出光万兵衛・小野弥一・坂野常善・杉坂悌二郎・中村亀三郎・原敬太郎
- 少将：秋山虎六・植松練磨・小槙和輔・立花一・寺本武治・毛内效
- 大佐：猪瀬乙彦・蒲田静三・羽仁潔・渡辺汀
- 中佐：井上二三雄

### 34期
明治39年（1906年）11月19日卒業、175名
- 元帥大将：古賀峯一
- 中将：片桐英吉・佐藤三郎（次席）・住山徳太郎 ・日比野正治・平田昇・和田秀穂
- 少将：園田実 ・ 真崎勝次
- 大佐：井上勝純・西川速水・波多野二郎
- 中佐：山本清

### 35期
明治40年（1907年）11月20日卒業、171名
明治41年（1908年）4月30日未明、卒業後の遠洋航海に際して台湾高雄港内で巡洋艦松島が爆沈し候補生33名が殉職する事故が起きる。
- 大将：近藤信竹（首席）・高須四郎・野村直邦
- 中将：小林宗之助・下村正助・谷本馬太郎・野田清・原五郎・星埜守一
- 少将：岡田偆一・佐藤脩・柴山昌生・島津忠重・町田進一郎
- 大佐：高橋忠治・高山忠三
- 中佐：国府尽平

### 36期

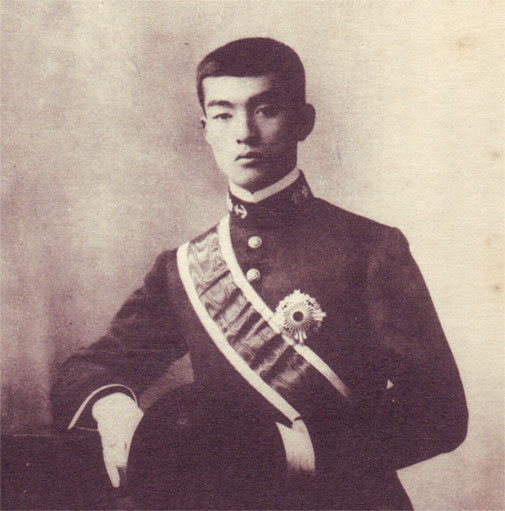
栽仁王（36期）。第1種軍装に勲一等旭日桐花大綬章佩用。当時はボタン留。

明治41年（1908年）11月21日卒業、190名
- 皇族：有栖川宮栽仁王
- 大将：沢本頼雄・塚原二四三・南雲忠一
- 中将：熊岡譲・近藤英次郎・坂本伊久太・佐藤市郎（首席）・清水光美・高橋伊望・細萱戊子郎 ・新見政一
- 少将：鈴木嘉助・竹田六吉・中杉久治郎・雪下勝美
- 大尉：安達東三郎

### 37期
明治42年（1909年）11月19日卒業、180名
- 皇族：北白川宮輝久王（小松輝久）
- 大将：井上成美
- 中将：岩村清一・太田泰治・大川内傳七・小沢治三郎・草鹿任一・桑原虎雄・後藤英次・桑折英三郎・小松輝久・鮫島具重・鋤柄玉造・戸苅隆始・原顕三郎・樋口修一郎
- 少将：飯倉貞造・岩下保太郎・春日篤・岸本鹿子治・木幡行・佐倉武夫・佐藤正四郎・中山道源・藤森清一朗・松永寿雄
- 大尉：武部鷹雄
- 中尉：阿部新治

### 38期
明治43年（1910年）7月18日卒業、149名
- 中将：稲垣生起・大野一郎・河瀬四郎 ・栗田健男・五藤存知 ・小林仁・須賀彦次郎 ・杉山六蔵・副島大助・戸塚道太郎・原清（首席）・牧田覚三郎 ・福田良三 ・松浦永次郎 ・三川軍一
- 少将：越智孝平
- 大佐：関田繁里

### 39期
明治44年（1911年）7月18日卒業、148名
- 大将：伊藤整一・遠藤喜一・高木武雄・山縣正郷
- 中将：阿部嘉輔・阿部弘毅・宇垣完爾 ・岡敬純・梶岡定道・角田覚治・金沢正夫 ・鎌田道章 ・ 志摩清英・田結穣・中村俊久・西村祥治 ・原田清一・原忠一 ・三輪茂義・和田操
- 少将：山崎助一
- 大佐：犬塚惟重・ 難波祐之
- 中佐：五十嵐恵・山口三郎
- 大尉：霜上正太郎

### 40期
明治45年（1912年）7月17日卒業、144名
- 元皇族：上野正雄
- 中将：阿部勝雄・阿部孝壮・ 宇垣纏・岡新（首席）・大西瀧治郎・岸福治・木村 進・吉良俊一・左近允尚正 ・鈴木義尾・妹尾知之・千田貞敏 ・醍醐忠重 ・多田武雄・寺岡謹平・福留繁・丸茂邦則・宮里秀徳・森国造・八代祐吉・山口儀三郎・山口多聞
- 少将：秋山勝三・井原美岐雄・勝野実・城島高次・東郷 実・松本象二郎・三木森彦・森徳治
- 大佐：山下知彦

### 41期
大正2年（1913年）12月19日卒業、118名
- 中将：秋山輝男・一瀬信一・市丸利之助・上野敬三・大杉守一・大田実・ 大森仙太郎・木村昌福・草鹿龍之介 ・澤田虎夫・高柳儀八・田中頼三・ 中原義正・橋本信太郎・原田覚・保科善四郎・前田稔・松永貞市・山崎重暉
- 少将：柿本権一郎・古宇田武郎・星野応韶
- 大佐：青木泰二郎
- 少佐：草刈英治
- 大尉：国分正三

### 42期
大正3年（1914年）12月19日卒業、117名
- 中将：秋山門造・有馬馨 ・伊崎俊二 ・市岡寿・大西新蔵・ 金子繁治 ・河野千万城・小柳冨次・小林謙五・近藤泰一郎・白石萬隆・長谷川喜一・ 三戸寿・ 山田定義
- 少将：石川信吾 ・岡田次作・奥田喜久司・加来止男・鍋島俊策・美濃部貞功・森友一・渡辺清七
- 大佐：島津信夫

### 43期
大正4年（1915年）12月16日卒業、95名
- 中将：有馬正文・伊集院松治・岩淵三次・柴崎恵次・中澤佑・矢野志加三・矢野英雄
- 少将：濱野力（首席）・堀内多雄（次席）石井敬之・伊藤良秋・小川貫爾・大林末雄・小畑長左衛門・上阪香苗・黒木剛一・高木惣吉・田中菊松・鳥越新一・橋本象造・三好輝彦・山形政二・横井忠雄・横川市平・吉見信一

### 44期
大正5年（1916年）11月22日卒業、95名
- 中将：佐藤康夫・篠田勝清・渋谷紫郎・ 早川幹夫
- 少将：朝倉豊次・大野竹二・加瀬三郎・鹿目善輔・ 黒島亀人 ・ 栗原悦蔵 ・小島秀雄 ・島本久五郎・野元為輝・松田千秋・湊慶譲・牟田口格郎 ・柳本柳作
- 大佐：石原二郎・西田正雄

### 45期
大正6年（1917年）11月24日卒業、89名
- 皇族：伏見宮博義王
- 中将：有賀幸作
- 少将：浅野新平、今里博 ・岡田為次・菊池朝三・北村昌幸・古村啓蔵・佐々木半九・渋谷清見・澄川道男・富岡定俊・長井満・中瀬泝・平出英夫・松原博・松本毅 ・森下信衛
- 大佐：吉村真武
- 中佐：岡村徳長

### 46期
大正7年（1918年）11月21日卒業、124名
- 皇族：山階宮武彦王
- 中将：猪口敏平・貝塚武男・杉浦嘉十・安田義達
- 少将：阿部俊雄・小川莚喜・香川清登 ・亀井凱夫・酒井原繁松・高田利種（首席）・平井昌平・前田精・柳澤蔵之助・山本岩多・山本親雄・横井俊之
- 大佐：加藤榮吉・田村久三・前田直

### 47期
大正8年（1919年）10月9日卒業、115名
- 少将：川井巌・城英一郎 ・ 人見錚一郎 ・ 細谷資彦 ・光延東洋・山本善雄 ・横山一郎
- 大佐：沖野亦男・斎藤正久・高原久衛・黛治夫
- 中佐：加世田哲彦

### 48期
大正9年（1920年）7月16日卒業、171名
- 中将：中原義一郎
- 少将：井上良雄・大石保・小田原俊彦・加藤良之助 ・神重徳 ・ 近野信雄 ・楢原省吾 ・三和義勇 ・山田勇助
- 大佐：大竹嘉重郎・長屋茂・橋本宙二・宮崎俊男
- 中佐：佐々木丙二・進信蔵

### 49期
大正10年（1921年）7月16日卒業、174名
11月入校から7月入校に変更される。
- 皇族：華頂宮博忠王 ・久邇宮朝融王
- 少将：鹿岡円平・栢原保親・細谷資芳・山田隆
- 大佐：内野信二・長澤浩・原為一

### 50期
大正11年（1922年）6月1日卒業、272名
- 中将：松村寛治
- 少将：安久栄太郎 ・ 吉川潔
- 大佐：岡村基春・佐多直大・佐薙毅・柴勝男・柴田文三・角田隆雄・渡名喜守定・飛田健二郎・人見豊治 ・堀内豊秋 ・吉田英三・和智恒蔵

### 51期
大正12年（1923年）7月14日卒業、255名
士官と同様の長ジャケット型制服に変更される。
- 少将：木阪義胤、木梨鷹一・戸上一郎・山本祐二・永井貞三
- 大佐：有泉龍之助 ・井浦祥二郎・池上二男・稲葉通宗・榎尾義男・扇一登・大井篤・実松譲・島村信政・溪口泰麿・樋端久利雄（首席）・小園安名・豊田隈雄・花房博志・三代一就・山田盛重・横田稔・若色伊三郎
- 中佐：工藤俊作
- 少佐：黒井明・堤正之

### 52期
大正13年（1924年）7月24日卒業、236名
- 皇族：高松宮宣仁親王
- 少将：入佐俊家
- 大佐：庵原貢・伊藤茂 ・猪口力平・宇都木秀次郎 ・遠藤忍 ・源田実・柴田武雄 ・清水洋・鈴木正一・立花止・玉井浅一・内藤雄・原田毫衛・福地周夫・淵田美津雄
- 少佐：生田乃木次

### 53期

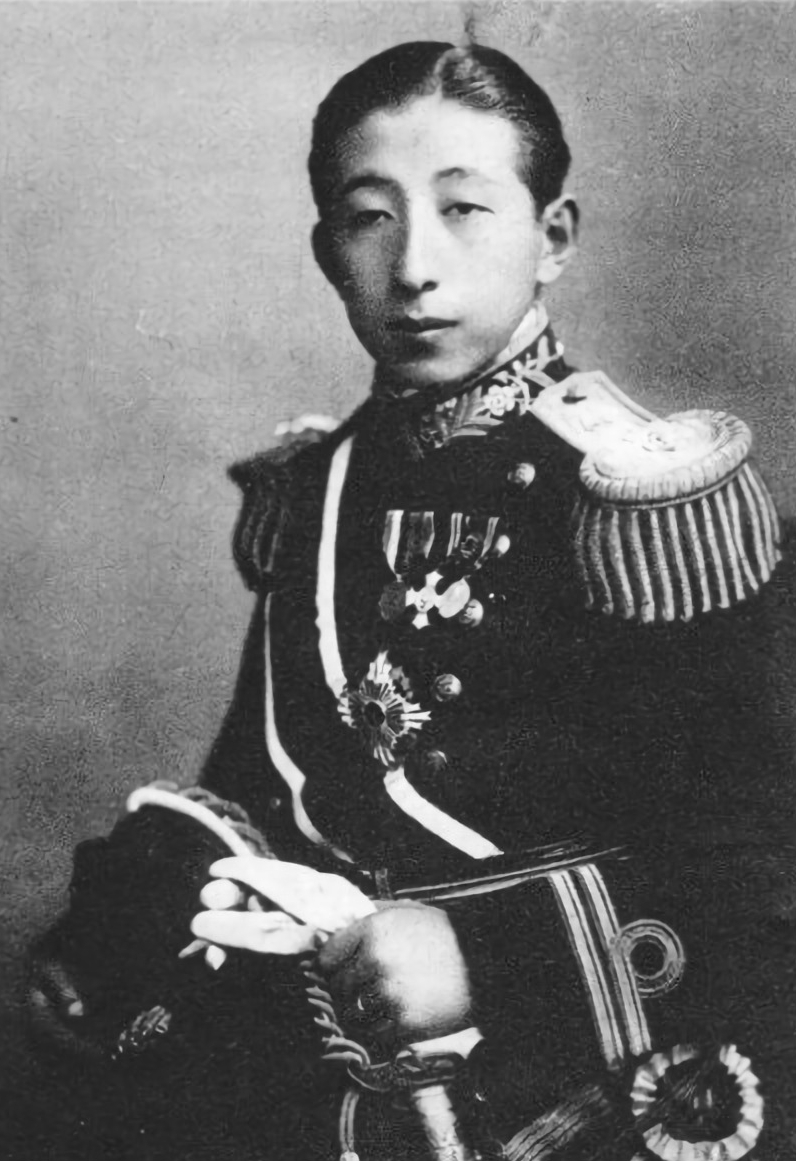
伏見宮博信王（53期）

大正14年（1925年）7月14日卒業、62名
ワシントン海軍軍縮条約の影響で採用者が激減する。
- 皇族：伏見宮博信王
- 大佐：宇野亀雄 ・大橋勝夫・福地誠夫・茂木史朗
- 中佐：日下敏夫
- 少佐：藤井斉

### 54期
大正15年（1926年）3月27日卒業、68名
ワシントン海軍軍縮条約の影響で引き続き採用者が激減した。戦死者を除き中佐以下で終戦を迎える。
- 皇族：山階宮萩麿王
- 少将：福村利明
- 大佐：中村省三
- 中佐：富永謙吾・中島親孝・中山定義
- 中尉：三上卓

### 55期
昭和2年（1927年）3月28日卒業、120名
53期、54期で激減した採用者は52期の半分程度にまで復活した。
- 大佐：岡田貞外茂
- 中佐：鈴木英・種子島洋二・寺内正道・藤村義一・蓑輪三九馬・三原元一
- 少佐：南郷茂章

### 56期
昭和3年（1928年）3月18日卒業、111名
- 大佐：小野寛治郎・高橋赫一
- 中佐：大谷藤之助・梶本顗・杉江一三・田辺弥八・坂東正明・藤森康男・三上作夫
- 大尉：浅水鉄男
- 中尉：古賀清志・林正義

### 57期
昭和4年（1929年）3月27日卒業、122名
- 少将：嶋崎重和
- 大佐：檜貝嚢治
- 中佐：板谷茂（首席）・小川陽一郎・吉岡忠一(恩賜)・花見弘平

### 58期
昭和5年（1930年）11月18日卒業、113名
- 大佐：江草隆繁・村田重治
- 中佐：奥宮正武・関衛・田畑直・千早正隆・中島正

### 59期
昭和6年（1931年）11月17日卒業、123名
- 中佐：相生高秀・小福田晧文・新郷英城・ 当山全信 ・友永丈市・西村友晴・橋本以行・横山保・吉田俊雄

### 60期
昭和7年（1932年）11月19日卒業、127名
- 中佐：板谷隆一・鈴木實・高岡迪
- 少佐：兼子正・国定謙男・清水芳人・進藤三郎

### 61期
昭和8年（1933年）11月18日卒業、116名
- 大佐：野中五郎
- 少佐：板倉光馬・大野博・高橋定
- 少尉：吉川猛夫

### 62期
昭和9年（1934年）11月17日卒業、125名
- 皇族：朝香宮正彦王・ 伏見宮博英王
- 大佐：千早猛彦
- 中佐：飯田房太・吉田宗雄
- 少佐：志賀淑雄

### 63期
昭和11年（1936年）3月19日卒業、124名
- 少佐：内田一臣・岡嶋清熊・山岡大二・黒沢丈夫

### 64期
昭和12年（1937年）3月23日卒業、160名
- 中佐：折笠重康・白根斐夫
- 少佐：阿部善次・石田捨雄・川島立男・高畑辰雄・美濃部正

### 65期
昭和13年（1938年）3月16日卒業、187名
- 中佐：岩佐直治・大野保四・宮野善治郎
- 少佐：鹿山誉、竹間忠三・徳川熙・冨士信夫・和田久馬

### 66期
昭和13年（1938年）9月27日卒業、219名
繰り上げ卒業となる。
- 中佐：秋枝三郎・中馬兼四・松尾敬宇
- 少佐：鮫島博一・藤田怡与蔵

### 67期
昭和11年（1936年）4月1日入校、昭和14年（1939年）7月25日卒業、248名
- 少佐：笹井醇一・古野繁実・横山正治
- 大尉：中村亨三・中村悌次・肥田真幸

### 68期
昭和12年（1937年）4月1日入校、昭和15年（1940年）8月7日卒業、288名
- 少佐：鴛淵孝・伴勝久
- 大尉：広尾彰・松永市郎
- 中尉：豊田穣
- 少尉：酒巻和男

### 69期
昭和13年（1938年）4月1日入校、昭和16年（1941年）3月25日卒業、343名
在学期間が3年となる。
- 少佐：林喜重
- 大尉：岩瀬勝輔 ・平野晃・宮田敬助

### 70期
昭和13年（1938年）12月入校、昭和16年（1941年）11月15日卒業、432名
- 中佐：菅野直・関行男
- 大尉：後宮俊夫・高井太郎・武田光雄・平柳育郎

### 71期
昭和17年（1942年）11月14日卒業、581名
- 皇族：久邇宮徳彦王
- 中佐：金指勲
- 少佐：仁科関夫・臼淵磐
- 大尉：大賀良平・野村實・ 山田良市

### 72期
昭和15年（1940年）12月1日入校、昭和18年（1943年）9月15日卒業、625名
独、仏、支、露語の教育が廃止される。
- 少佐：風間万年・柿崎実・川久保輝夫・久住宏
- 大尉：池田武邦・坂元正一・左近允尚敏・橋口寛・樋口直・矢田次夫

### 73期
昭和16年（1941年）12月1日入校、昭和19年（1944年）3月22日卒業、902名
- 少佐：勝山淳
- 大尉：三好守
- 中尉：池田清・島元広海・東中光雄・北条浩・堀之内久男・前田優

### 74期
昭和17年（1942年）12月1日入校、昭和20年（1945年）3月30日卒業、1024名
採用生徒数が1000名を超える。兵学校始まって以来、初の在校生徒の戦死者が出る。
- 中尉：松尾秀輔
- 少尉：生出寿・景山崇人・松崎龍夫・吉田之久

### 75期
昭和18年（1943年）12月1日入校、昭和20年（1945年）10月1日卒業
敗戦により閉校する事が決定したため、急遽、卒業式を行い75期生には卒業証書を、それ以降の生徒には修了証書を与えた。
- 皇族：賀陽宮治憲王
- 青木彰・赤池弘次・石井勝・岩崎俊一・ 太田敏郎・岡田善雄・尾崎巌・久保正大・小菅卓夫・小林公平・小林登・佐藤和男 ・佐藤英夫・佐藤陽二・茂野録良・篠原宏・高橋玄洋・平松一朗・古谷俊夫・松野良寅・松本善明 ・三好達・ 吉田學

### 76期
- 有吉煕・板橋興宗・植田守昭・江口浩司・江島淳・大木浩・大沼淳・工藤圭章・小渡三郎・長田博・中村了昭・山口三夫・山口光秀・南澤道人・藤原雅敏

### 77期
（生徒）
- 皇族：久邇宮邦昭王
- 石川哲男・板谷実・川上哲郎・草鹿外吉・近藤鉄雄・沢藤礼次郎・島田修二・ 田崎俊作・田中健五・德川宗英・道家達将

### 海軍兵学校予科
（予科生徒）
- 有馬正高・今井敬・早坂暁・小口高・小沢昭一・栄久庵憲司・小畠郁生・加藤武・木田元・木谷順行・佐野洋・多田省吾・田中稔・佃公彦・友部達夫・成田豊・平林鴻三・深代惇郎・吉田庄司・古田幸男・福島重雄・中島道郎

### 海兵士官学校より転入
- 中将： 武富邦鼎
- 少将：酒井忠利
- 大尉 ：中野信陽

### 機関科
- 機関中将：山本安次郎

### 留学
- 元帥大将：伏見宮博恭王（昇進は18期相当）
- 大将：瓜生外吉
- 造船総監（中将相当官）：佐双左仲
- 少将：世良田亮
- 少尉補：深尾弘

### 退寮・退学
- 少将：野村貞
- 仁礼景雄